# Fortim do cabo Norte
O Fortim do Cabo Norte localizava-se na margem direita do rio Amazonas, na altura do Cabo Norte, atual estado do Amapá, no Brasil.

## História
Este fortim é citado no contexto de um episódio que ocorreu após o estabelecimento dos frades franciscanos de Santo Antônio em Belém do Pará, a partir de 1617, e anteriormente a 1624. Após arrasarem a posição anglo-neerlandesa entre o Gurupá e o rio Xingu, no Moturu (sic), a expedição de Frei Antônio de Merciana e Frei Cristóvão de São José, à frente de um contingente de alguns portugueses e grande quantidade de indígenas domesticados em cinqüenta canoas, conquistaram outra posição estrangeira na região, agora na margem direita do rio Amazonas:
"Mais abaixo [no curso do rio Amazonas] houve o mesmo sucesso [vitória das armas portuguesas] em outro Fortim, não de tanto poder [como o de Muturu], mas ao nosso mui superior. Atravessaram os nossos o rio das Amazonas para a banda que se chama do Cabo do Norte, e investiram outro Fortim mui bem fortificado de armas, soldados e trincheira. (...) E depois de o estarem [os portugueses vitoriosos] tiveram certeza de não lhes tardar por muitos dias um patacho que esperavam [os estrangeiros] com muitas drogas e armas, do que tudo os nossos necessitavam, e alentando-os o brio natural e os bons sucessos passados, pondo os prisioneiros em seguro, se puseram à espera de tal patacho.
"Depois de 7 dias o avistaram, e à boca da noite, sem serem vistos, o investiram com tal coragem, que se renderam os inimigos, e os nossos o saquearam, desenganando-os que voltasse para donde vinham por estarem os do Fortim para donde navegavam prisioneiros, e este arrasado. Carregados de despojos, e com a glória de tais façanhas se tornaram os nossos para o Pará." (Relação Sumária do que obrou a Província de Santo Antônio por seus filhos em serviço de ambas as Majestades. Ms. na Biblioteca e Arquivo Público do Pará. apud REIS, 1966:74)